# Vodiča vas
Vodiča vas (nemško: Gödersdorf )  je vas z okoli 390 prebivalci in katastrska občina v občini  Bekštanj  na avstrijskem južnem Koroškem .

## Geografski položaj
Vas Vodiča vas se nahaja okoli 3,5 km od Beljaških toplic in približno enako oddaljena od avtoceste Beljak/Toplice. Blizu je tudi Baško jezero oddaljeno 5 km. Kraj je znan tudi po  Grad Novi Bekštanj.
Katastrska občina Vodiča vas  je sestavljena iz naslednjih vasi (v oklepaju število prebivalcev po popisu leta 2015):
- Vodiča vas (nem: Gödersdorf), 392: podeželska raztegnjena vas;
- Stopca (nem: Stobitzen), 217: stanovanjsko naselje z manjšim industrijskim območjem;
- Spodnje Teharče (nem: Untertechanting) (naselje Teharče): stanovanjsko naselje  z veliko novogradenj;
- Žužalče (nem: Susalitsch), 98: pretežno kmečka vas;
- Mlinare (nem: Müllnern), 210: stanovanjsko naselje z nekaj podjetij (Bekštajnske tovarne testenin, Lindner), in kmetijami;
- Nove Mlinare (nem: Neumüllnern), 110: stanovanjska soseska

## Prebivalstvo
V Vodiči vasi trenutno (po popisu 2015) živi 392 prebivalcev. Vas je prizadel močan upad prebivalstva od leta 2001 do leta 2015, ko je izgubila cca 20% ljudi ali nad 70 ljudi.  Upad prebivalstva se sicer beleži tudi pri drugih naseljih blizu mesta Beljaka. Samo v Teharčah, ki je priljubljen kraj za bivanje in se število novih hiš hitro in stalno povečuje.  

## Družabno življenje
»Cerkveni dan« je priljubljen lokalni dogodek, ki poteka vsako leto v drugem koncu tedna v avgustu. Vsakoletna gasilska veselica poteka v prvem koncu tednu v  juliju na prostoru Prostovoljnega gasilskega društva Vodiča vas s 50 člani, štirimi gasilskimi vozili in posebno opremo.  Prav tako se pred prvim majem postavljanju mlaja in tudi adventno praznovanje.

## Društva
- Prostovoljno gasilsko društvo Vodiča vas
- Vaška skupnost Vodiča vas
- Bratovščina Vodiča vas
- Društvo za varstvo in ohranjanje rjavega medveda
- Wellness in fitnes klub Bekštanj
- Združenje žrtev vojn Bekštanj

## Šole in varstvo otrok
- Kmetijska poklicna šola Stiegerhof v Stopcah
- Ljudska (Osnovna) šola Vodiča vas (štirirazredna)
- Otroški vrtec in predšola  Deteljica